# 젤리아드
젤리아드(영어: Zeliard, 일본어: ゼリアード)는 1987년 일본의 게임아츠가 NEC PC-8801용으로 내놓은 횡스크롤 액션 롤 플레잉 게임이다. 1990년 시에라 온라인(현 시에라 엔터테인먼트)에 의해 IBM PC 및 호환기종용으로 재발매되었다. 대한민국에는 북미판이 동서게임채널을 통해 출시되었다.

## 줄거리
이천년 전, 세상에 나타난 마왕에 대항하기 위해 펠리시카의 왕은 성지 젤리아드의 정령에게 기도한다. 그는 정령에게 빌린 성스러운 크리스탈 ‘에스메산티의 눈물’의 도움으로 마침내 마왕을 쓰러트려 지하 깊숙히 봉인하게 되고, 지상에는 다시 평화가 찾아온다.
이천년의 시간이 흐른 후, 잠에서 깨어난 마왕 ‘자시인’은 다시 한번 세계를 지배하고자 한다. 펠리시카 왕의 딸 펠리시아 공주를 돌로 바꾸어 버리고, 108일 동안 모래비를 내려 전국을 사막으로 만들어 버린다. 이때 절망에 빠져 있는 왕 앞에 성지 젤리아드를 지키는 정령이 나타난다. 그는 아홉개의 성스러운 크리스탈 ‘에스메산티의 눈물’을 미궁에서 모아, 마왕을 쓰러트려 나라를 구하고, 공주를 되살릴 운명을 가진 용사가 나타날 것이라고 전한다.
다음날 마왕을 쓰러트릴 운명을 가진 용사 ‘듀크 가란드’가 정령의 빛에 인도를 받아 왕국에 나타난다. 왕은 나라를 저주에 빠트리고 공주를 돌로 바꾸어 버린 마왕을 쓰러트려 줄 것을 부탁한다.

## 진행 방법
도스판을 기준한다.

### 조작키
- ←, →: 주인공을 좌우로 이동, ↑: 뛰어오르기, ↓: 꿇어앉기
- Esc: 일시 정지
- F1: 음악 끄기/켜기, F2: 효과음 끄기/켜기
- F7: 저장한 게임 불러오기
- F9: 게임 속도 조절 (0=느리게, 9=빠르게)
- ↵ Enter: 인벤토리 화면 보기
- Ctrl+J: 조이스틱 선택하기
- Ctrl+K: 키보드 선택하기
- Ctrl+Q: 게임 끝내기
- Alt: 마법 사용하기
- Spacebar: 무기 휘두르기

### 저장하기, 불러오기
마을에서 현자의 집에 들어가 ‘Record Experience’(일본어: 記録してもらう)를 선택하면 저장할 수 있다. 게임중 아무때나 F7을 눌러 저장한 게임을 불러올 수 있다.

## 게임의 특징

### 무한 순환 구조
다른 횡스크롤 게임과 구별되는 젤리아드의 독특한 특징은 사방 무한 순환 구조이다. 어느 쪽으로 가도 제자리로 돌아올 수 있는 특징은 개발 당시의 하드웨어적 제약을 극복해 내는 수단이었던 동시에 게임 구조적으로 독특한 발상이었다. 발매 후 꽤 지난 시점에서 플레이하던 사용자에게는 양방향성인 듯 보이는 단방향성 입구나, 완전히 부분이 일치하는 지역 등과 함께 이후의 게임에서 거의 사라진 개념으로 신선함을 더해주는 요소로 작용했다.

### 음성 합성 출력
오프닝에서 펠리시아가 비명을 지르는 부분(도스판에서는 음성이 삭제되었다)은 CSM 음성 합성을 활용한 것이다.

## 음악
게임 아츠의 두 사운드 팀 중 하나인 메카노 어소시에이츠(MECANO ASSOCIATES)의 고다이 히비키(五代響)와 미쓰하시 마사쿠니(三橋正邦)가 맡았다. 총 17곡으로, 2012년 2월 16일에 발매된 음반인 게임 아츠 베스트 콜렉션(ゲームアーツ ベストコレクション, WM0676~9)에서 최초로 음반화되었다(3번 디스크의 트랙 2~18에 수록).
1. エスメサンテの輝き/Opening ~ Radiance of Esmesanti : 오프닝
2. 旅立ち/Prologue ~ Departure : 시가지 1
3. 束の間の休息/A Moment's Rest : 시가지 2
4. 地下の町/Subterrantean City : 시가지 3
5. 閉ざされた町/Secluded Town : 시가지 4
6. 闇の世界へ/To the World of Darkness : 1 스테이지
7. 洞窟を越えて/Beyond the Caves : 2 스테이지
8. 樹の世界/World of Trees : 3 스테이지
9. 氷の世界/World of Ice : 4 스테이지
10. 腐土の世界/World of Decay : 5 스테이지
11. 黄金の世界/World of Gold : 6 스테이지
12. 炎の世界/World of Fire : 7 스테이지
13. 不思議の世界/World of Wonder : 8 스테이지
14. 闇の使者/Dark Messanger : 보스전
15. 魔王/Demon King : 최종보스전
16. 勝利/Victory : 보스전 승리
17. 新たなる冒険へ/Epilogue ~ Into a New Adventure : 엔딩

## 새롭게 즐기기
복잡한 길 구조 때문에 많은 사람들이 포기하기도 했지만, 널리 퍼진 공략과 길을 외우면 쉬워지는 특성 때문에 새롭게 즐기는 기법을 찾기 시작했다.
시간 제한
- 일반 2시간 제한 (‘Magia Stone’ 없이)
- 열쇠 8개+아이템+무기+방패+신발로 20분 제한

장비 제한
- ‘Training Sword’만 쓰기
- 방패 없음
- 혼합

체력 제한
- 처음의 체력 게이지로 클리어
- 물약을 사지 않고 클리어

마법 제한
- 마법을 쓰지 않고 클리어

## 평가
| 평가                                              |      |
| ------------------------------------------------- | ---- |
| 평론 점수 평론사 점수 The Games Machine 81% [ 8 ] |      |
| 평론 점수                                         |      |
| 평론사                                            | 점수 |
| The Games Machine                                 | 81%  |

## 참고 자료
- Zeliard manual 북미판